# Danganronpa V3: Killing Harmony
Danganronpa V3: Killing Harmony é um jogo visual de mistério desenvolvido pela Spike Chunsoft para PlayStation 4, PlayStation Vita e Windows. O jogo foi lançado no Japão em janeiro de 2017 e na América do Norte e Europa pela NIS America em setembro. Uma versão do Windows também foi lançada ao mesmo tempo.

## Jogabilidade
Danganronpa V3 continua o mesmo estilo de jogo dos primeiros dois jogos de Danganronpa , que é dividido em segmentos School Life, Deadly Life e Class Trial. Durante a vida escolar, o jogador interage com outros personagens e avança pela história até encontrar uma vítima de assassinato e entrar na vida mortal, durante a qual eles devem coletar evidências para uso no julgamento de classe. Andar pelo mundo e interagir com objetos durante a vida escolar e a vida mortal renderá pontos de experiência para o jogador. Os pontos de experiência são usados para subir de nível e, a cada nível, o jogador obtém mais pontos de habilidade que permitem equipar habilidades para ajudar nas provas de classe. Como nos jogos anteriores, Class Trials giram em torno do Debate Non-Stop, no qual os personagens discutem o caso, com o jogador sendo obrigado a usar balas da verdade contendo evidências contra afirmações destacadas que determinam se um personagem está errado, mentindo ou dizendo a verdade. Durante debates sem parar que parecem não ter contradições claras, os jogadores agora podem usar Balas da mentira para interromper a conversa com um argumento falso. Com a mesma proposta de Danganronpa 2: Goodbye Despair o jogo tem confrontos de refutação, nos quais o jogador deve debater com um personagem específico para encontrar uma contradição.
Danganronpa V3 adiciona novos elementos de jogabilidade ao Class Trials. Os Debates de Pânico em Massa envolvem vários personagens conversando entre si, tornando mais difícil encontrar a declaração correta, enquanto os Debate Scrums têm grupos de personagens que discutem entre si, exigindo que o jogador use declarações de seu lado contra as declarações do outro lado. Novos minijogos também são adicionados. Hangman's Gambit 3.0 requer que os jogadores usem luz para escolher as letras que soletram uma resposta. Mind Mine é um jogo de quebra-cabeça que exige que os jogadores removam blocos coloridos para revelar uma ilustração. Finalmente, Psyche Taxi vê jogadores dirigindo um táxi, coletando cartas para uma pergunta que eles devem responder escolhendo a escolta correta. Além disso, os minijogos Bullet Time Battle / Panic Talk Action dos jogos anteriores foram substituídos por Argument Armament, Como nos jogos anteriores, também existem vários modos fora do jogo principal. O minijogo Death Road of Despair é acessível visitando a área sob o bueiro da escola: é um jogo de plataforma intencionalmente projetado com um nível de dificuldade muito alto, no qual todos os 16 alunos tentam escapar da Ultimate Academy for Gifted Juveniles enquanto tentam evite bombas, armadilhas e buracos. Depois de terminar o jogo principal, outros modos são desbloqueados. O Salmon Team Mode é um modo alternativo semelhante ao School Mode e Island Mode dos jogos anteriores, no qual Monokuma decide cancelar o jogo de matar e transformá-lo em um reality show de namoro, permitindo que os jogadores se relacionem com os outros personagens. Existem também dois novos modos, o primeiro, Plano Definitivo de Desenvolvimento de Talentos, faz o jogador escolher qualquer personagem de Danganronpa V3 (ou de Danganronpa: Trigger Happy Havoc e Danganronpa 2: Goodbye Despair, depois de desbloquear suas cartas) e avançar em um tabuleiro de jogo de 8 bits que representa sua vida escolar na Academia Hope's Peak enquanto aumentam suas habilidades e interagir com outros personagens. Depois de completar este modo pela primeira vez, um novo modo é desbloqueado, Despair Dungeon: Monokuma's Test , onde o jogador usa os personagens desenvolvidos no Ultimate Talent Development Plan para parar uma horda de criaturas Monokuma liberadas pelos Monokuma Kubs em um 8 bits jogo de RPG baseado em turnos. Os monstros e a jogabilidade de Despair Dungeon são referências aos trabalhos anteriores de Chunsoft, Mystery Dungeon: Shiren the Wanderer e a série Dragon Quest.

## Enredo

### Personagens
O V3 apresenta 16 alunos do ensino médio sendo forçados a um jogo de matança mútua. Cada personagem tem uma habilidade ou habilidade especial, conhecida como Ultimate Talent. V3 é visto do ponto de vista de dois protagonistas. Apesar de ter sido anunciado com um único protagonista do jogo, Kaede Akamatsu é apenas uma falsa protagonista, pois ela é executada no primeiro capítulo. O restante do jogo é jogado da perspectiva de Shuichi Saihara; ele é um detetive tímido e reservado. Outros participantes do Jogo da Morte incluem a Cuidadora Suprema de Crianças Maki Harukawa, o Antropólogo Supremo Korekiyo Shinguuji o Robô Supremo K1-B0 (Keebo),  o Líder Supremo Kokichi Oma, a empregada suprema Kirumi Tojo, entre outros.
A série Danganronpa apresenta um personagem mascote, um urso robô falante antropomórfico maligno - Monokuma. O V3 adiciona a isso ao apresentar cinco (mais tarde seis) personagens, conhecidos coletivamente como Monokubs, que servem como antagonistas secundários e são vistos como filhos por Monokuma.

### História
A estudante Kaede Akamatsu é sequestrada e acorda presa na Ultimate Academy for Gifted Juveniles, onde ela conhece 15 colegas estudantes, incluindo Shuichi Saihara. O grupo é abruptamente abordado por uma série de robôs ursos, conhecidos como Monokubs, que os expõem a um Flashback Light, uma lanterna que devolve memórias . Da próxima vez que Kaede desperta, os alunos se lembram de ter talentos absolutos; por exemplo, Kaede é a Pianista Suprema e Shuichi é o Detetive Supremo. Monokuma - um urso robótico - chega e informa aos alunos que a única maneira de escapar da academia é matar com sucesso outro aluno e não ser eleito o culpado no julgamento resultante. Inicialmente, os participantes não estão dispostos a participar do "jogo da morte", até que uma nova regra seja imposta - se ninguém for morto em dois dias, Monokuma terminará prematuramente o jogo matando todos os alunos. Shuichi raciocina que deve haver um cérebro controlando Monokuma, e Kaede trabalha com ele para armar uma armadilha para expor o cérebro antes do limite de tempo. Kaede acidentalmente mata o amnésico Rantaro Amami em vez de seu cérebro. Durante o julgamento da classe seguinte, Kaede tenta descobrir o mentor, mas falha. Ela confessa seu crime, e incentiva Shuichi a continuar e é executada. Embora com o coração partido com a morte de Kaede, Shuichi logo desenvolve uma amizade com Kaito Momota e Maki Harukawa. Eles descobrem que todos eles estavam fugindo de algo chamado "The Ultimate Hunt". Mais tarde, por sugestão da Suprema Artista Angie Yonaga, a Suprema Mágica Himiko Yumeno dá um show de mágica no ginásio, realizando um truque de fuga subaquático. No entanto, durante o show, o Supremo jogador de Tênis Ryoma Hoshi é encontrado morto. É logo revelado que a Suprema Empregada, Kirumi Tojo, matou Hoshi a fim de escapar do jogo de matar e salvar o Japão, do qual ela é a primeira-ministra. Kirumi tenta escapar, mas é executado de qualquer maneira, enquanto o Monokub Monosuke é destruído no processo.
Angie cria um conselho estudantil para garantir que ninguém mate novamente. Os Monokubs dão a Angie um Necronomicon para aprender como ressuscitar um dos alunos e decide ressuscitar Rantaro. Na manhã em que Angie pretende ressuscitar Rantaro, Shuichi, Maki, Tenko e Kokichi, a descobrem assassinada em seu Laboratório de Pesquisa de Talentos. O Supremo Antropólogo Korekiyo Shinguji se oferece para liderar uma sessão para que eles possam falar com o espírito de Angie e descobrir quem a matou. Tenko, Shuichi, Himiko e Kokichi se voluntariam para ajudar, com Tenko decidindo ser o recipiente do espírito de Angie para que Himiko pudesse falar com ela mais uma vez. Mas durante a sessão, Tenko é morta. Durante o julgamento da classe, descobre-se que Korekiyo organizou a sessão especificamente para matar qualquer uma das garotas, e que ele matou Angie quando ela o encontrou armando seu esquema. Korekiyo admite que matou quase cem mulheres para que pudesse enviar suas almas para sua irmã falecida. Após o julgamento da classe, Himiko, depois de começar a chorar por causa da morte de Tenko, começa a se abrir mais emocionalmente, seguindo Tenko.
A Suprema Inventora Miu Iruma cria um mundo virtual, convencendo os outros alunos a explorá-lo com ela para encontrar a verdade do mundo exterior, que é o motivo deste capítulo. Depois de passar algum tempo com ela no mundo virtual, depois que todos se desconectam, eles encontram Miu morta em sua cadeira. No teste da classe seguinte, os alunos descobrem que Miu modificou o mundo virtual para que ela pudesse matar Kokichi e escapar. No entanto, Kokichi antecipou isso e usou Gonta para matá-la. Tirando vantagem disso, Kokichi usou Gonta para estrangular Miu como parte de seu plano de longo prazo para encerrar o jogo da morte. Depois de redescobrir o que fez, Gonta pede desculpas a todos antes de ser executado. Monophanie e Monotaro são destruídos por um inseto gigante durante a execução de Gonta. Os alunos encontram Flashback Lights adicionais e lembram que são alunos da reinaugurada Hope's Peak Academy , que foram enviados ao espaço na esperança de preservar a humanidade depois que meteoros começaram a cair sobre a Terra e uma epidemia mortal devastou o restante da população. Kokichi revela que o mundo exterior deve ser destruído e afirma ter devolvido a espaçonave à Terra e planejado o jogo da morte antes de sequestrar Kaito.
Shuichi, Maki, Keebo, Himiko e Tsumugi encenam uma missão de resgate com o objetivo de salvar Kaito e parar o jogo, apenas para descobrir um cadáver irreconhecível esmagado em uma prensa hidráulica. Durante o julgamento que se seguiu, fica claro que Kokichi não era o mentor e apenas alegou parar o jogo da morte: Kokichi convenceu Kaito a matá-lo e fingir ser Kokichi na esperança de criar um crime que Monokuma não pudesse resolver e derrotar o jogo. Com sua identidade exposta, Kaito emerge do Exisal e pede aos sobreviventes que descubram a verdade antes de serem executados.
Não querendo continuar o jogo, Keebo decide destruir a escola, dando a Shuichi até o amanhecer para encontrar o mentor. Shuichi, Maki, Himiko e Tsumugi investigam a escola e descobrem evidências que contradizem suas memórias, bem como inconsistências na cena do crime de Rantaro. No julgamento, Shuichi acusa Tsumugi de ser a mentora, e de ter matado Rantaro e incriminado Kaede. Tsumugi confessa e revela que as memórias, talentos, relacionamentos e personalidades dos alunos são inteiramente falsos, o Flashback Light sendo um dispositivo de lavagem cerebral e o mundo destruído sendo um palco de som. Os alunos estão de fato participando de " Danganronpa 53 (V3) ", a 53.ª temporada de um reality show letal assistido por milhões de pessoas baseado na franquia fictícia Danganronpa. Todos os Ultimates, exceto Keebo, eram indivíduos comuns que voluntariamente tiveram suas memórias de vidas anteriores apagadas permanentemente em troca de talento e um passado falso; muitos, incluindo Shuichi, Kaede e Kaito, são revelados como unidos puramente por fama, fortuna ou emoção do jogo, e eram muito menos confiantes e altruístas do que matadores. Keebo é revelado como a câmera dos telespectadores e possui uma antena que permite ouvir as opiniões do público sobre o programa, que o encorajam a lutar contra o desespero de Tsumugi com esperança. Tsumugi oferece aos alunos a escolha: "esperança", onde ela é executada, mas os alunos devem escolher dois deles para participar do próximo jogo de matança, como fez Rantaro, um sobrevivente da 52.ª temporada; ou "desespero".
Percebendo que qualquer uma das opções continuará o jogo da morte, Shuichi encoraja os alunos a se absterem de votar, o que significa que todos serão executados, mas o jogo da morte também terminará. Os telespectadores hackearam Keebo e o forçaram a servir apenas como um canal para os votos dos telespectadores, mas Shuichi usa isso para fazer um apelo apaixonado diretamente aos telespectadores para que parem de assistir. Na votação, todos os partidos se abstêm, incluindo Tsumugi e Keebo, o primeiro querendo se sacrificar para continuar Danganronpa e o último indicando que o público desistiu de Danganronpa. Enquanto os demais telespectadores se desligam, uma Tsumugi derrotada ordena a Keebo que destrua a escola. Ele o faz, matando Tsumugi e Monokuma no processo, então ativa seu recurso de autodestruição e deliberadamente voa para a cúpula de vidro ao redor da escola, poupando os outros e permitindo que escapem. Shuichi, Maki e Himiko consideram a possibilidade de Tsumugi estar mentindo sobre o passado deles voluntariamente se inscrevendo para participar de Danganronpa e sobre as edições originais de Danganronpa serem ficção completa, e partir para o mundo real.

## Desenvolvimento
Danganronpa V3 foi produzido por Yoshinori Terasawa, e planejado e escrito por Kazutaka Kodaka, enquanto o design do personagem é feito por Rui Komatsuzaki. O jogo foi desenvolvido ao mesmo tempo que a produção da série de anime Danganronpa 3: The End of Hope's Peak High School , que Terasawa e Kodaka descreveram como sendo difícil; eles ainda tentam desenvolver ambos os projetos sem fazer quaisquer concessões, já que essa oportunidade não surge com frequência. O "V3" do título do jogo foi escolhido para diferenciá-lo do anime. Terasawa e Kodaka descreveram o nível de produção do jogo como sendo muito maior do que os jogos anteriores da série. As vozes são em japonês e inglês. Os textos são em inglês, francês, japonês e chinês.
Havia divisão entre a equipe da equipe de desenvolvimento sobre se o jogo deveria ser uma sequência ou algo novo; por isso, decidiu-se fazer algo que fosse ao mesmo tempo uma sequência e novo. O tema do jogo é descrito como "psicopata legal". Tal como acontece com os jogos anteriores da série, a pontuação original do jogo foi composta e produzida por Masafumi Takada.
Kodaka decidiu focar em um novo tema: "mentir". Isso é representado por meio de mistérios e surpresas que o jogador obtém durante o jogo. Kodaka afirma que os jogos entenderiam os ideais das mentiras quando apresentados aos culpados. Ele foi inspirado por um jogo semelhante ao da máfia, onde as respostas não são fornecidas ao jogador e, portanto, queria que Danganronpa passasse por esse estilo em termos de escrita. Isso é apresentado principalmente durante os novos elementos de jogo de Killing Harmony, já que o jogador pode entrar em rotas ocultas ao interagir com o resto do elenco. No entanto, Kodaka tinha sentimentos contraditórios sobre isso, achando que seria uma narrativa forçada. Kodaka também se absteve de expandir o tema do romance no jogo, pois sentiu que o elenco pareceria fraco se isso fosse implementado.

## Promoção e lançamento
A existência de um terceiro título Danganronpa foi provocada pela primeira vez em setembro de 2013 com o anúncio de Danganronpa Another Episode: Ultra Despair Girls. Em março de 2015, Kodaka revelou que Danganronpa 3 estava em desenvolvimento inicial. O jogo foi anunciado na Sony 's Tokyo Game Show apresentação em 2015.
O jogo foi lançado para PlayStation 4 e PlayStation Vita em 12 de janeiro de 2017 no Japão. Uma demo jogável com Makoto Naegi e Hajime Hinata , os protagonistas de Danganronpa: Trigger Happy Havoc e Danganronpa 2: Goodbye Despair , foi lançada em 20 de dezembro de 2016. Dois álbuns de trilhas sonoras de múltiplos discos contendo músicas do jogo foram lançados em 24 de fevereiro de 2017, ambos pela gravadora do compositor Masafumi Takada , Sound Prestige Records.

## Recepção
Danganronpa V3: Killing Harmony recebeu críticas "geralmente favoráveis" dos críticos, e foi o segundo jogo para PlayStation Vita com melhor classificação e quinquagésimo jogo para PlayStation 4 com melhor classificação de 2017 no agregador de críticas Metacritic . Danganronpa V3 foi premiado pela Famitsu com uma pontuação de 37/40. Em sua primeira semana à venda no Japão, o jogo vendeu um total de 116.172 cópias (PS Vita: 76.166 cópias / PS4: 40.006 cópias) com a versão PS Vita sendo o segundo jogo mais vendido da semana e a versão PS4 sendo o terceiro jogo mais vendido da semana. O jogo vendeu um total de 194.300 cópias no Japão em dezembro de 2017 (PS Vita: 129.415 cópias / PS4: 64.885 cópias).

### Elogios
O jogo foi nomeado para "Melhor Visual Novel" no PC Gamer ' 2017 Game of the Year Awards s; de "Melhor Jogo Portátil" no Destructoid ' Game of the Year Awards 2017 s; e para "Melhor Jogo de Aventura" e "Mais Inovador" no IGN 's Best of 2017 Awards. Ele ganhou o prêmio de "Melhor reviravolta na história" em Game Informer ' 2017 Adventure Game of the Year Awards s.Além disso, o jogo foi nomeado para "Game, Franchise Adventure" no 17.º Prêmio Anual da Academia Nacional de Revisores Comerciais de Videogame, e ganhou o Prêmio de Excelência no Prêmio Famitsu .

### Polêmica
Apesar de receber criticas geralmente favoráveis dos críticos, Danganronpa V3: Killing Harmony foi rejeitado pelo Comitê de Classificação e Administração de Jogos da Coreia do Sul sendo proibido de ser lançado no país. A Sony Computer Entertainment Korea divulgou um comunicado dizendo que não lançará Danganronpa V3: Killing Harmony na Coréia do Sul. O comitê citou o Artigo 32 da Lei de Jogos, Seção 2-3, declarando: “Há uma preocupação com a perturbação social devido ao retrato ampliado de crime, violência, sexo e etc, que por sua vez, incitaria comportamento criminoso ou crimes imitadores.” A suposição é que a razão pela qual Danganronpa V3: Killing Harmony foi banido é devido a um caso de assassinato no qual uma jovem de 17 anos foi presa por supostamente ter assassinado e esquartejado uma menina de 8 anos.